# Hibou maître-bois
Asio stygius
Espèce
Répartition géographique
Statut de conservation UICN

 LC  : Préoccupation mineure
Statut CITES
Le Hibou maître-bois (Asio stygius Wagler, 1832) est une espèce d'oiseaux de la famille des Strigidae.

## Répartition
Le hibou maître-bois est présent en Amérique du Sud ainsi qu'en Amérique centrale. Son aire de répartition s'étend de manière dissoute à travers les zones humides ou montagneuses de la zone néotropicale.

## Sous-espèces
D'après la classification de référence (version 14.1, 2024) de l'Union internationale des ornithologues, le Hibou maître-bois possède 6 sous-espèces (ordre philogénique) :
- Asio stygius lambi Moore, RT, 1937 ;
- Asio stygius robustus Kelso, L, 1934 ;
- Asio stygius siguapa (d'Orbigny, 1839) ;
- Asio stygius noctipetens Riley, 1916 ;
- Asio stygius stygius (Wagler, 1832) ;
- Asio stygius barberoi Bertoni, AW, 1930.